# Ufens rimatus
Ufens rimatus är en stekelart som beskrevs av Lin 1993. Ufens rimatus ingår i släktet Ufens och familjen hårstrimsteklar. Inga underarter finns listade i Catalogue of Life.